# Ina Geerts
Ina Geerts (Brecht, 17 november 1965) is een Belgische actrice, theatermaakster en zangeres.

## Biografie
Zij studeerde af in 1988 aan het Studio Herman Teirlinck en is sindsdien actief als freelance actrice voor theater film en televisie.

### Film
Zij speelde in de films Een ander zijn geluk van Fien Troch (2005), Bo van Hans Herbots (2010), Adem van Hans Van Nuffel (2010)  in De Behandeling van Hans Herbots (2014). Alsook in de films Meisje Dorothée van den Berghe, "Blind" Tamar Van den Dop, "Het Zuiden" van Martin Koolhoven. Voor haar rol in Een ander zijn geluk kreeg zij in 2005 de prijs voor beste actrice (Gouden Alexander) op Filmfestival van Thessaloniki. Voor haar rol in Bo was ze in 2010 op de Vlaamse Filmprijzen/de Ensors laureaat in de categorie Beste Actrice in een bijrol. In de film Muidhond van Patrcie Toye, speelt ze de rol van de moeder. Ze is tevens te zien in "The Chapel" de nieuwe film van Dominique Deruddere (2022).

### Theater
Ina Geerts speelde bij de theatergezelschappen 't Gebroed onder leiding van Jan Decleir, EDIT European Drive Inn theatre, Niek Kortekaas, in producties van het theater De Korre, de Vieze Gasten, van 1992 tem 1998 bij Needcompany Jan Lauwers (de Snakesong-trilogie Le Voyeur, Le Pouvoir, Le Désir, Needcompany's Macbeth), bij het dansgezelschap van Wim Vandekeybus Ultima Vez (Sonic boom en Blush)
In 2009 maakte ze een solo bij het Baff 'De ziekte van de dood' een tekst van Marguerite Duras. In een regie van de Bulgaarse regisseur Galin Stoev speelde ze mee in 'Levin Sketch' Baff.
Ze is actief bij de Brusselse gezelschappen De Parade van Rudi Meulemans (Sarajevo, Dhakara en De laatste liefde). Met 'Dhakara' toerden ze doorheen het Midden-Oosten: Palestina, Jordanië, Syrië en Libanon. Ze werkt bij de performance/ danscompagnie Wooshing Machine van Mauro Paccagnella, Bayreuth FM, The Golden Gala en 'Ziggy'. In 2014-15 maakte ze de voorstelling  'Over the top' onder leiding van Mauro Paccagnella. Bij Stand up Tall Productions was ze te zien in de voorstelling 'Do You Still Love Me' in een regie van Sanja Mitrović. Ze speelde bij Barre Weldaad  en Jonge Weldaad van Barbara Vandendriessche. In de KVS productie vertolkte ze de rol van de moeder in de voorstelling 'Nachtelijk Symposium' een tekst van Eric De Volder in een regie van Mesut Arslan.
BXL WILD is een collectief van Brusselse acteurs dat ze met Circé Lethem oprichtte. BXL WILD maakt tweetalige voorstellingen (Nederlands/ Frans), 'BACKSTAGE', hun eerste productie, een tekst van Oscar van Woensel, ging in première in februari 2020 in théâtre La Balsamine te Brussel. 'Kale Bomen Ruisen Niet', volgde, een tekst van Magne van den Berg in coproductie met Tristero https://tristero.be/, Peter Vandenbempt. 
Naast acteren is ze ook actief als theaterdocente. Ze studeerde af aan het Conservatorium te Antwerpen/ Artesis Hogeschool als teaching artist/docent drama in 2019. Ze is o.a werkzaam als gastdocent in het Conservatorium van Brussel, Musical opleiding (acteren) en als docent aan de Kunsthumaniora te Brussel.

### Muziek
Ina Geerts is van kindsbeen af met muziek bezig. Ze ontplooide zich voornamelijk als zangeres. Sinds 2010 heeft ze haar eigen muziekproject 'INA'  als singer-songwriter, samen met trompettist Luc van Lieshout (Tuxedomoon, Flat Earth Society). Luc verzorgde de opnames en de arrangementen voor het eerste album 'GapTeeth'. Een EP van enkele live songs volgde 'City Foxes Under A Blue Moon Sky'. Ze speelt concerten (solo/duo), met oa de singer-songwriter Eugène ROE, Joerie Cnapelinckx (INA & JOE et les pigeons.) 
Tom Robinson gaf hen air play op BBC6. Hij nodigde haar uit als zijn support act. New Sounds of Europe filmde en plaatste een song van INA op hun muziekplatform/ http://newsoundsofeurope.com/.
Televisie
Gastrollen in televisieseries:
- 2023: Pandore 2, RTBF
- 2017: Fenix, Shariff Korver, a private view
- 2015: Coppers, Maarten Moerkerke, Menuet VMMA
- La Trêve, Mathieu Donc, RTBF Helicotronc
- Professor T., Gijs Polspoel, Skyline
- 2013: Binnenstebuiten, Frank Tulkens, Studio A VTM
- 2012: Zone Stad Frank Tulkens - Studio A, VTM
- Witse, Luc Coghe, VRT
- De Ronde, Jan Eelen, Woestijnvis
- 2010: 1Ella, Filip van Neyghem, Studio A
- Code 37, Jakob Verbruggen - Menuet
- 2009: Wolven Rik Daniels, VRT Prime Time
- Vermist, Joel Vanhoubroek, Eyeworks VT4
- 2004: Flikken, Peter Rondou - MMG, VRT
- 1996: Heterdaad, Mark De Geest, VRT
- Wij Alexander, Rimko Haanstra - Corona Pictures, KRO
- 1991: Langs de Kade Patrick Lebon, BRT
- De Metsiers: Feliks Arons, NOT
- Commissaris Roos, Patrick Lebon - promofilm
- Caravans, Pieter Raes, BRT
- De Grijze Man, BRT
- Ramone, Rik Andries, VTM
- 1990: Alice in Communicatieland, Jan Dierickx, BRT Schooltelevisie.

## Filmografie
| Jaar | Titel                | Rol          |
| ---- | -------------------- | ------------ |
| 2002 | Meisje               | prostituée   |
| 2004 | Het zuiden           | Dorien       |
| 2005 | Een ander zijn geluk | Christine    |
| 2005 | Blush                | onbenoemd    |
| 2007 | De laatste zomer     | moeder       |
| 2007 | Blind                | Jolien       |
| 2008 | Loft                 | figurant     |
| 2010 | Bo                   | Chantal      |
| 2010 | Adem                 | Simone       |
| 2014 | De Behandeling       | Danni Petit  |
| 2014 | Hin und weg          | Arzthelferin |
| 2019 | Muidhond             | moeder       |
| 2020 | Superette Anna       | Sandra       |
| 2021 | The Chapel           | vrouw        |

| Jaar | Titel                   | Rol       |
| ---- | ----------------------- | --------- |
| 1996 | Manga                   | Ingrid    |
| 1996 | 13                      | onbenoemd |
| 1999 | To pass round the cakes | vrouw     |
| 1999 | 13                      | onbenoemd |
| 2000 | Inasmuch                | moeder    |
| 2002 | Pelé                    | onbenoemd |
| 2007 | Hartslagen              | moeder    |
| 2007 | executive cow           | vrouw     |
| 2007 | Poneyexpress            | vrouw     |
| 2008 | Gestreept               | vrouw     |
| 2008 | Sara en Dirk            | Sara      |
| 2012 | Nigredo                 | Sarah     |
| 2014 | Malakim                 | moeder    |
| 2015 | Empire                  | vrouw     |
| 2017 | Tristan                 | Hilke     |
| 2019 | zijn weg                | moeder    |
| 2019 | Holiday                 | Caroline  |

## Prijzen
- Golden Alexander (2005), beste actrice (Een ander zijn geluk)
- Ensor (2010), laureaat categorie beste actrice in bijrol (Bo)

- Gemeinsame Normdatei: 1065340885
- International Standard Name Identifier: 0000 0001 3359 6603
- Library of Congress Control Number: nr2003008209
- Nationale Bibliotheek van Tsjechië: xx0172626
- Virtual International Authority File: 305104331